# Lerkenfeld Å
Lerkenfeld Å er en å beliggende i Vesthimmerland.

## Geografi
Lerkenfeld Å udspringer ca. 1 km vest for Mejlby i Rebild Kommune. Som reguleret vandløb passerer den Brorstrup Kirke, St. Binderup, Kongens Tisted og Østrup. Der er flere dambrug langs åen. Efter dambruget ved Lerkenfeld gods  er åen ureguleret og op til 10m bred. Efter Gl. Ullits og Gedsted, udløber den i Louns Bredning i Limfjorden. En stor del af den nedre del af Lerkenfeld Ådal, 938 hektar blev fredet i 1978 for at bevare og beskytte ådalens geologiske, landskabelige og kulturhistoriske værdier. Samme område er også en del af Natura 2000-område nr. 30 Lovns Bredning, Hjarbæk Fjord og Skals Ådal.

### Amts- og kommunegrænser
På visse strækninger udgjorde Lerkenfeld Å før Kommunalreformen i 2007 amtsgrænse mellem:
- Nordjyllands Amt og Viborg Amt

— og på visse strækninger kommunegrænse mellem:
- Farsø og Aalestrup
- Aalestrup og Aars
- Aalestrup og Nørager